# Mandriva Linux
Mandriva Linux foi uma distribuição Linux que nasceu da fusão entre a distribuição francesa Mandrake Linux e a brasileira Conectiva Linux.
Mandriva dedicou-se à distribuição e suporte do Sistema Operacional Mandriva Linux, tinha sua sede administrativa em Paris e no centro de desenvolvimento em Curitiba no Brasil; o laboratório brasileiro recebia o nome de Mandriva Conectiva. A Mandriva possuía também um escritório em San Diego, nos Estados Unidos.
O Mandriva Linux contava com um grande número de colaboradores pelo mundo, no início, e seu público-alvo englobava usuários iniciantes no mundo Linux, assim como usuários mais experientes. 
Era distribuída através da licença GNU GPL era possível baixar em imagens ISO, funcionando também como Live CD. A primeira versão foi baseada no Red Hat Linux, versão 5.1, e utilizava a interface gráfica KDE.

## Características

### Internacionalização
O idioma é escolhido no momento da instalação. São 74 idiomas disponíveis, entre eles o português brasileiro e o português europeu.

### Problemas
O Linux Mandriva quando pirata (PowerPack pirata) não possibilita a adição de mídias específicas de software proprietário dessa versão, impossibilitando a atualização dos mesmos.

### Instalação, controle e administração
O instalador do Mandriva Linux é possivelmente um dos mais complicados entre as distribuições Linux da atualidade, nele as configurações só podem ser realizadas  em modo de texto. O Mandriva Linux dispõe de programas para manutenção do sistema chamados de Drakes, entre eles o Drakx11, para configurar a placa de vídeo e outros, o DiskDrake, para configurar as partições de disco rígido o Drakconnect, para configurar conexões de rede e internet, o Drak3d para configurar efeitos 3D na Área de Trabalho e muitos outros, sendo que o resultado desapontou muitos usuários, pois, alegam, os programas são ineficientes e atrapalham o funcionamento da Distro, ao invés de fazer o contrário.

### Edições do software
Todas as versões gratuitas do Mandriva chegaram agora ao fim de seu ciclo de vida e o código fonte disponibilizado foi bifurcado em outras distribuições, mais recentes, como Mageia, Rosa Linux e openMandriva.
Atualmente, existem disponíveis apenas edições não livres corporativas e de servidores, incluindo:
- Mandriva Class
- Mandriva Business Server
- Mandriva CloudPulse

### Software descontinuado
O Mandriva Linux, que forma parte do grupo LSB (Linux Standard Base), disponibilizou em 2008 as seguintes versões: One; Free; PowerPack;
- One

Voltado para o uso desktop, o Mandriva One foi um live-cd instalável que foi desenvolvido para diminuir a curva de aprendizado dos usuários que estão migrando do Windows®. Esta versão traz uma interface gráfica atraente, simples, uma prática ferramenta de atualização e instalação de softwares e foi disponibilizada em cd.
Foi um sistema totalmente funcional e incluiu alguns aplicativos de código fechado, como Java, Flash Player com plugin no Navegador, drivers de vídeo nVidia, ATI, drivers Wifi, codecs de multimídia entre outros.
Atributos: instalação rápida, bastava clicar no ícone "Instalar" da Área de trabalho; Interface gráfica amigável, configuração e detecção automática de hardware; fácil acesso para drivers e partições com Windows; Firewall interativo e funcionava a partir do cd sem precisar instalar no disco rígido.
- Free

O Mandriva Free foi a versão "pura", conta somente com software livre, graficamente foi muito parecido com o One, tinha uma interface limpa e intuitiva, estando disponível em 1 DVD, a instalação era simples e você escolhia qual interface queria usar, entre KDE, GNOME, XFCE e podia optar por uma instalação personalizada, instalando somente os programas desejados.
Se você usasse a versão Mandriva Free, adicionar repositórios de programas era indispensável se você quisesse coisas como Java, Flash Player, drivers Nvidia, drivers para Wireless, codecs multimídia e programas de código fonte fechado em geral, isso era muito fácil de se fazer no Mandriva Linux, bastando acessar o Centro de Controle e escolher "Configurar mídias fonte para instalação e atualização" na parte de gerenciamento de software.
Recomendado para quem queria ter total controle sobre programas de código fonte fechado instalados em seu sistema.
- PowerPack

A versão paga trazia os codecs multimídia fluendo e tudo que você precisava sem ter que pegar nada da web, era uma versão que englobava as principais funcionalidades das versões Free e One, também trazia vários programas extras como o RealPlayer, Cedega, Skype, leitor de PDF Adobe entre outros. (Você podia adquirir uma caixinha customizada direto da França, que é onde fica a sede oficial da Mandriva ou comprar a versão Download (4.5GB), mais informações sobre como obter essa versão acesse https://web.archive.org/web/20071107110528/http://store.mandriva.com/).
Além das versões acima, havia ainda uma versão para dispositivos USB (Mandriva Flash), e uma versão mini, sem pacotes extras e que funcionava nas duas arquiteturas (32 e 64 bits), a versão mini era recomendada para usuários avançados. Os usuários de todas as versões dispunham de milhares de programas nos repositórios oficiais.
A diferença para outras distribuições é que o Mandriva Linux não se baseia em um único gerenciador de janelas, a interface padrão do sistema é o KDE, mas as ferramentas de administração estão escritas na linguagem de programação GTK, padrão do ambiente gráfico GNOME e do Xfce, que estão disponíveis para instalação, assim como outros ambientes gráficos como o Enlightenment, Fluxbox e Window Maker.
Para a administração dos programas, o Mandriva Linux utiliza o Urpmi, disponível tanto em formato gráfico (rpmdrake) quanto em formato texto. Os pacotes usados para a instalação são do tipo RPM e são automaticamente processados pelo Urpmi, o que facilita a instalação, desinstalação e atualização do sistema, por parte do usuário.

## Base de usuários

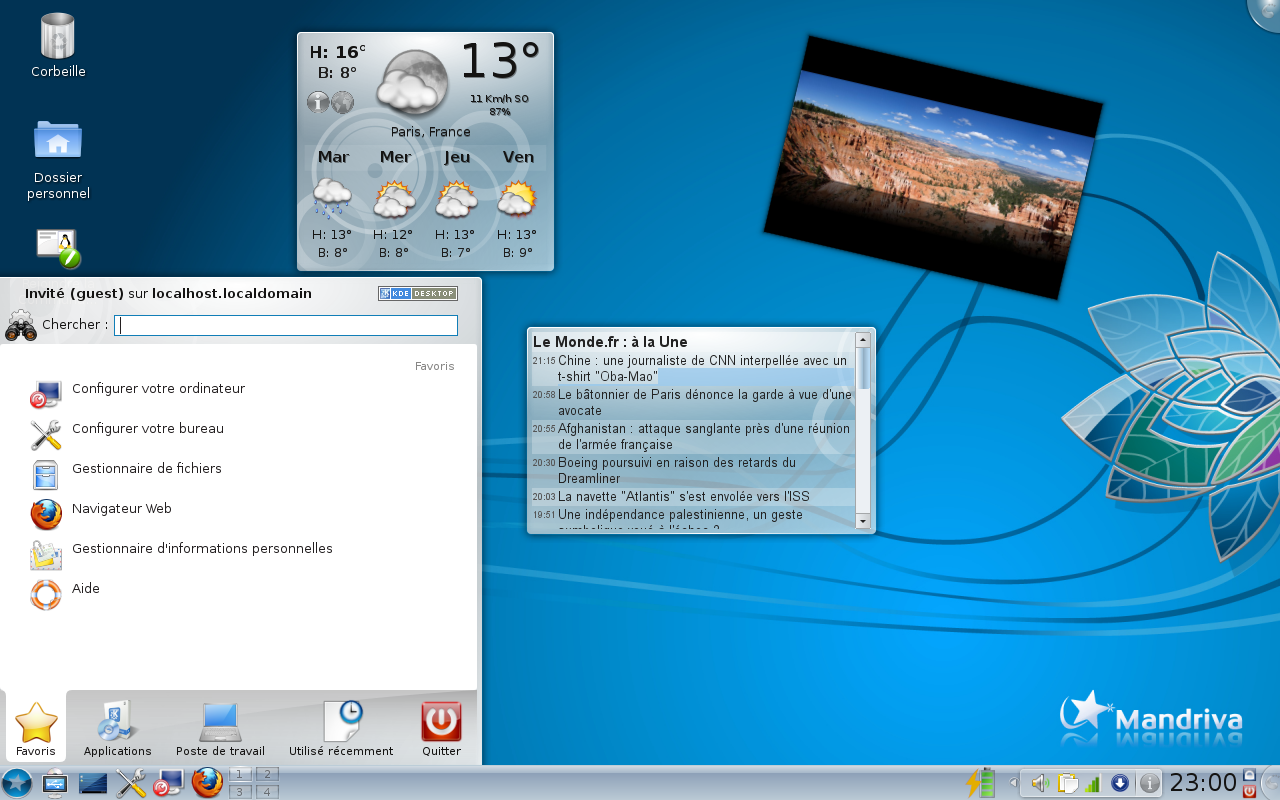
Mandriva Linux 2010

O Mandriva Linux era direcionado tanto para o usuário comum quanto para o usuário avançado que prefere não gastar horas instalado e configurando a máquina, uma vez que os processos de configuração e instalação eram automatizados e na maioria dos casos poderiam ser feitos em interface gráfica. Ao mesmo tempo, era uma distribuição bastante utilizada no meio corporativo, devido à estabilidade, alta capacidade de processamento e grande quantidade de recursos.

### Desenvolvimento permanente
O Mandriva Linux esteve em desenvolvimento constante. Existia uma versão de desenvolvimento conhecida como "Cooker". Era pública, mas não recomendada para uso cotidiano por ser instável. Junto com esta distribuição, os membros da comunidade lançavam os últimos pacotes RPM, sempre em versões bem atuais e que depois de muitos testes se tornariam a próxima versão estável do Mandriva Linux.

## Repositórios
Nem todos os programas da distribuição cabiam no CD/DVD. Por isso, era recomendado ao usuário adicionar repositórios oficiais, adicionando-os, milhares de programas ficariam ao seu dispor para instalação no Gerenciador de Programas.

### Principais repositórios
Neste site http://easyurpmi.zarb.org , o usuário poderia adicionar repositórios com apenas dois cliques.

### Adicionando mídias
Para adicionar mídias, bastava você ir até o menu do Mandriva e executar o rpmdrake (Instalar e remover programas)ir em opções-Gerenciador de Mídias-Adicionar-Conjunto Completo de Mídias.

## Histórico da distribuição

### Conectiva
- 1997 - Conectiva Red Hat Linux Parolin 1.0
- 1998 - Conectiva Red Hat Linux Marumbi 2.0
- 1998 - Conectiva Linux Guarani  3.0
- 1999 - Conectiva Linux Servidor (Intel) 1.0
- 1999 - Conectiva Linux Servidor (Compaq Alpha)
- 1999 - Conectiva Linux 4.0
- 1999 - Conectiva Linux 4.2 Servidor
- 2000 - Conectiva Linux 5.0
- 2000 - Conectiva Linux 5.1 Servidor
- 2000 - Conectiva Linux 6.0 Desktop
- 2000 - Conectiva Linux 6.0 Servidor
- 2001 - Conectiva Linux 7.0 Desktop
- 2001 - Conectiva Linux 7.0 Servidor
- 2002 - Conectiva Linux 8.0 Desktop
- 2002 - Conectiva Linux 8.0 Servidor
- 2002 - Conectiva Linux Enterprise Edition (UL)
- 2003 - Conectiva Linux 9 Professional
- 2003 - Conectiva Linux 9 Standard
- 2004 - Conectiva Linux 10 Edição Desktop
- 2004 - Conectiva Linux 10 Professional

### Mandrake
- 1998 - Mandrake Linux 5.1 Venice
- 1998 - Mandrake Linux 5.2 Leelo
- 1999 - Mandrake Linux 5.2 Leeloo
- 1999 - Mandrake Linux 5.3 Festen
- 1999 - Mandrake Linux 6.0 Venus
- 1999 - Mandrake Linux 6.1 Helios
- 2000 - Mandrake Linux 7.0 Air
- 2000 - Mandrake Linux 7.1 Helium
- 2000 - Mandrake Linux 7.2 Odyssey
- 2001 - Mandrake Linux 8.0 Traktopel
- 2001 - Mandrake Linux 8.1 Vitamin
- 2002 - Mandrake Linux 8.2 Bluebird
- 2002 - Mandrake Linux 9.0 Dolphin
- 2003 - 2004Mandrake Linux 9.1 Bamboo
- 2003 - Mandrake Linux 9.2 FiveStar
- 2004 - Mandrake Linux 10.0 Community and Official
- 2004 - Mandrake Linux 10.1 Community
- 2004 - Mandrake Linux 10.1 Official

### Mandriva
- 04/2005 - Mandriva Linux 10.2 Limited Edition 2005
- 08/2005 - Mandriva Linux 2006
- 10/2006 - Mandriva Linux 2007
- 04/2007 - Mandriva Linux 2007 Spring (também conhecida como 2007.1)
- 10/2007 - Mandriva Linux 2008
- 04/2008 - Mandriva Linux 2008 Spring (também conhecida como 2008.1)
- 10/2008 - Mandriva Linux 2009
- 04/2009 - Mandriva Linux 2009 Spring (também conhecida como 2009.1)
- 10/2009 - Mandriva Linux 2010
- 08/2011 - Mandriva Linux 2011[1]

## Fim da Mandriva
Em maio de 2015, Mandriva entrou em processo de "auto destruição", sendo que a partir de 27/05/2015, o site da empresa ficou off-line.
No site DistroWatch, a distribuição está com informação que fora descontinuada em 2015.